# Bluefields
Bluefields (pronuncia bluˈfjelds) è un comune del Nicaragua facente parte della Regione Autonoma della costa caraibica meridionale. Pur essendo lo spagnolo la lingua ufficiale, a Bluefields la maggior parte della popolazione parla la lingua creola miskito basata sull'inglese, impronta del passato che testimonia il dominio britannico sulla costa caraibica del Nicaragua.

## Origini del nome
Prende il nome da Abraham Blauvelt, pirata olandese-ebraico, corsaro ed esploratore dell'America centrale e dei Caraibi occidentali.

## Storia

### Colonia inglese
Nel 1602 un soldato di ventura olandese di nome Abraham Blauvelt scelse la baia del fiume Escondido come centro per le sue operazioni. 
I primi schiavi africani giunsero in zona nel 1641, quando una nave negriera portoghese naufragò nelle Miskito Cays. I sudditi inglesi iniziarono a emigrare nella regione nel 1633. A partire dal 1666 si organizzarono in colonie e nel 1705 furono istituite autorità governative. Nel 1730, il Regno di Moskitia dipendeva dall'amministrazione britannica in Giamaica. Gli inglesi fornirono al popolo Miskito armamenti che questi poi usarono per respingere gli attacchi delle altre popolazioni della costa caraibica, tra cui i creoli afro-discendenti e le tribù indigene dei Mayangna, degli Ulwa e dei Ramas.
Nel 1740 i Miskitos cedettero alla sovranità britannica sul territorio e nel 1744 fu organizzato un trasferimento di coloni bianchi dalla Giamaica al Regno di Moskitia, portando con sé schiavi neri. In questo periodo giunsero anche coloni francesi. L'area rimase un protettorato britannico fino al 1796, quando la Gran Bretagna, a fronte di un'offerta del monarca spagnolo di estendere il territorio nella penisola dello Yucatán per il taglio di legna per i coloni britannici, decise di allontanare tutti i coloni inglesi dal Regno di Moskitia; anche i sudditi britannici abbandonarono le isole, ma gli spagnoli non vi presero posizione.
Con l'indipendenza del Vicereame di Nuova Granada, il Regno di Moskitia divenne de jure parte della Gran Colombia fino alla sua dissoluzione nel 1831. In seguito divenne parte della Repubblica di Nuova Granada, l'attuale Colombia, fino a quando, con il trattato di Esguerra-Bárcenas, lo Stato colombiano cedette formalmente il territorio al Nicaragua.
La chiesa morava si insediò nel 1847. Nel 1860 il trattato di Managua, creò la Riserva Miskito dal territorio del Regno di Moskitia, grazie a un accordo tra i governi britannico e nicaraguense. La città di Bluefields fu scelta come capitale della Riserva.

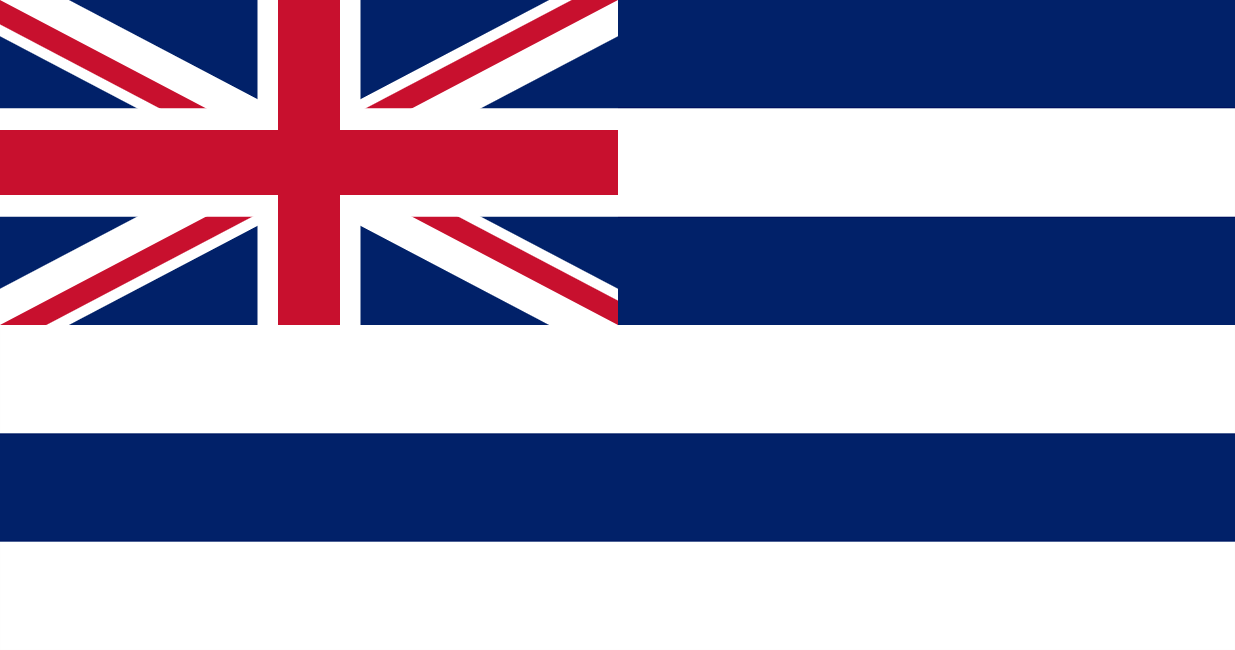
La prima bandiera della Costa dei Moskito (1824-1860).

Durante gli interventi degli Stati Uniti (1912-15, 1926-33) in Nicaragua, vi stazionarono i Marines americani. Nel 1984, gli Stati Uniti minarono il porto (insieme a quelli di Corinto e Puerto Sandino) come parte della rivoluzione sandinista. Bluefields fu distrutta dall'uragano Joan nel 1988. In seguito fu poi ricostruita.

## Cultura

### Istruzione

#### Università
- Università delle Regioni Autonome della Costa Caraibica del Nicaragua
- Università Indigena e Caraibica di Bluefields

## Infrastrutture e trasporti
Fino a poco tempo fa, non esisteva un accesso stradale a Bluefields dalla costa occidentale del Nicaragua. Ora è stata realizzata una strada che collega la città con Nueva Guinea con un servizio regolare di autobus. La strada è stata completata nel maggio 2019 ed è stata finanziata con prestiti della Banca Interamericana di Sviluppo e della Banca Mondiale. La strada è stata formalmente dichiarata aperta dal presidente Daniel Ortega.
La città è servita da un aeroporto da dove partono voli per Managua.